# Derrick Coleman (baloncestista)
Derrick D. Coleman (Mobile, Alabama, 21 de junio de 1967) es un exjugador de baloncesto estadounidense, que fue profesional en la NBA de 1990 a 2005. Era un jugador zurdo de 2,07 metros de estatura que jugaba en la posición de alero.

## Trayectoria deportiva

### Universidad
Tras pasar sus años de high school en Detroit, Míchigan, Coleman se matriculó en la Universidad de Syracuse. fue un jugador problemático, con comportamiento temerario, pero aun así fue el eje de su equipo en las cuatro temporadas que permaneció allí. Sus promedios fueron de 15 puntos y 10,7 rebotes. Su camiseta con el número 44 fue retirada en su honor en marzo de 2006.

### Profesional
Fue elegido como número 1 del Draft de la NBA de 1990 por los New Jersey Nets, y en su primera temporada se hizo merecedor del premio de Rookie del Año tras promediar 18,4 puntos y 10,3 rebotes. Estos números los fue mejorando año a año en New Jersey, con un equipo muy sólido, que mezclaba la juventud del propio Coleman y de jugadores como Kenny Anderson, Chris Morris y Mookie Blaylock con la veteranía de Sam Bowie, Chris Dudley, Terry Mills y el croata Dražen Petrović. En 1994 fue elegido, junto con Anderson, para el All-Star Game, siendo esta su única participación en la fiesta del baloncesto NBA.
Su actitud con el nuevo entrenador y con alguno de sus compañeros hizo que fuera traspasado en 1995 a los Sixers, pero los números de Coleman ya no serían los mismos. Tras tres temporadas, fue traspasado a los Charlotte Hornets, regresando 3 años después. En la temporada 2004-2005 fichó por Detroit Pistons, pero fue cortado tras disputar tan solo 4 partidos. Era el final de su carrera.
Tras 15 temporadas en la NBA, promedió 16,5 puntos y 9,3 rebotes por partido.

## Estadísticas de su carrera en la NBA

### Temporada regular
| Año       | Equipo       | PJ  | PT  | MPP  | %TC  | %3P  | %TL   | RPP  | APP | ROB | TPP | PPP  |
| --------- | ------------ | --- | --- | ---- | ---- | ---- | ----- | ---- | --- | --- | --- | ---- |
| 1990-91   | New Jersey   | 74  | 68  | 35.2 | .467 | .342 | .731  | 10.3 | 2.2 | 1.0 | 1.3 | 18.4 |
| 1991-92   | New Jersey   | 65  | 58  | 34.0 | .504 | .303 | .763  | 9.5  | 3.2 | .8  | 1.5 | 19.8 |
| 1992-93   | New Jersey   | 76  | 73  | 36.3 | .460 | .232 | .808  | 11.2 | 3.6 | 1.2 | 1.7 | 20.7 |
| 1993-94   | New Jersey   | 77  | 77  | 36.1 | .447 | .314 | .774  | 11.3 | 3.4 | .9  | 1.8 | 20.2 |
| 1994-95   | New Jersey   | 56  | 54  | 37.6 | .424 | .233 | .767  | 10.6 | 3.3 | .6  | 1.7 | 20.5 |
| 1995-96   | Philadelphia | 11  | 11  | 26.7 | .407 | .333 | .625  | 6.5  | 2.8 | .4  | .9  | 11.2 |
| 1996-97   | Philadelphia | 57  | 54  | 36.9 | .435 | .269 | .745  | 10.1 | 3.4 | .9  | 1.3 | 18.1 |
| 1997-98   | Philadelphia | 59  | 58  | 36.2 | .411 | .265 | .772  | 9.9  | 2.5 | .8  | 1.2 | 17.6 |
| 1998-99   | Charlotte    | 37  | 29  | 31.8 | .414 | .212 | .753  | 8.9  | 2.1 | .6  | 1.1 | 13.1 |
| 1999-2000 | Charlotte    | 74  | 64  | 31.7 | .456 | .362 | .785  | 8.5  | 2.4 | .5  | 1.8 | 16.7 |
| 2000-01   | Charlotte    | 34  | 3   | 20.1 | .380 | .392 | .685  | 5.4  | 1.1 | .3  | .6  | 8.1  |
| 2001-02   | Philadelphia | 58  | 58  | 35.9 | .450 | .337 | .815  | 8.8  | 1.7 | .7  | .9  | 15.1 |
| 2002-03   | Philadelphia | 64  | 35  | 27.2 | .448 | .328 | .784  | 7.0  | 1.4 | .8  | 1.1 | 9.4  |
| 2003-04   | Philadelphia | 34  | 30  | 24.8 | .413 | .222 | .754  | 5.6  | 1.4 | .7  | .8  | 8.0  |
| 2004-05   | Detroit      | 5   | 0   | 10.0 | .214 | .000 | 1.000 | 3.0  | .0  | .0  | .0  | 1.8  |
| Total     | Total        | 781 | 672 | 33.2 | .447 | .295 | .769  | 9.3  | 2.5 | .8  | 1.3 | 16.5 |
| All-Star  | All-Star     | 1   | 1   | 18.0 | .167 | .000 | –     | 3.0  | 1.0 | 1.0 | 1.0 | 2.0  |

### Playoffs
| Año   | Equipo       | PJ | PT | MPP  | %TC  | %3P  | %TL  | RPP  | APP | ROB | TPP | PPP  |
| ----- | ------------ | -- | -- | ---- | ---- | ---- | ---- | ---- | --- | --- | --- | ---- |
| 1992  | New Jersey   | 4  | 4  | 40.5 | .486 | .167 | .762 | 11.3 | 5.3 | 1.8 | 1.0 | 22.3 |
| 1993  | New Jersey   | 5  | 5  | 45.0 | .532 | .417 | .806 | 13.4 | 4.6 | 1.2 | 2.6 | 26.8 |
| 1994  | New Jersey   | 4  | 4  | 43.3 | .397 | .556 | .780 | 14.3 | 2.5 | .5  | 1.3 | 24.5 |
| 2000  | Charlotte    | 4  | 4  | 42.3 | .474 | .313 | .786 | 12.5 | 3.5 | .8  | 3.0 | 20.3 |
| 2001  | Charlotte    | 5  | 0  | 17.6 | .265 | .250 | .778 | 5.0  | 1.2 | .8  | .4  | 5.4  |
| 2002  | Philadelphia | 5  | 5  | 38.2 | .524 | .308 | .800 | 9.2  | 2.0 | .2  | 1.4 | 12.8 |
| 2003  | Philadelphia | 12 | 12 | 37.4 | .500 | .400 | .872 | 8.0  | 2.0 | .6  | 1.3 | 13.6 |
| Total | Total        | 39 | 34 | 37.4 | .472 | .351 | .806 | 9.9  | 2.8 | .8  | 1.5 | 16.8 |

## Logros y reconocimientos
- Elegido para el All-Star Game en 1994.
- Rookie del Año en 1991.
- Elegido en el tercer mejor quinteto de la NBA en 3 ocasiones.
- Campeón mundial en Canadá 1994.